# Arthur Robison
Arthur Robison, gebürtig Arthur Klein (* 25. Juni 1883 in Chicago, Illinois; † 20. Oktober 1935 in Berlin), war ein deutscher Filmregisseur und Drehbuchautor.

## Leben
Arthur Robison war der Sohn eines Deutsch-Amerikaners. Er studierte Medizin in München und arbeitete danach als Bühnenschauspieler in Deutschland und der Schweiz. 1914 begann seine Arbeit beim Film zunächst als Autor. Sein Regiedebüt hatte er 1916 mit Des Nächsten Weib.
Zu seinen wichtigsten Beiträgen zum deutschen Film zählt das sowohl dem Expressionismus als auch dem Kammerspielfilm zuzählende Werk Schatten aus dem Jahr 1923. Der ohne Zwischentitel produzierte Film entstand in enger Zusammenarbeit mit dem Kameramann Fritz Arno Wagner und dem Filmausstatter Albin Grau; Robison steht für die ausdrucksstarke Schauspielerführung.
1927 führte er Regie bei Der letzte Walzer, der ersten Produktion der Parufamet. 1929 verfilmte er The Informer von Liam O’Flaherty und war danach in Hollywood für MGM tätig. Ab 1933 drehte Robison wieder in Deutschland für die UFA. Zwei Monate nach Ende der Dreharbeiten zu Der Student von Prag starb Arthur Robison. Für viele seiner Filme verfasste er auch das Drehbuch.

## Filmografie
- 1916: Des Nächsten Weib
- 1916: Nächte des Grauens
- 1923: Schatten
- 1923: Zwischen Abend und Morgen
- 1925: Pietro, der Korsar
- 1926: Manon Lescaut
- 1927: Der letzte Walzer
- 1928: Looping the Loop
- 1929: Die Nacht nach dem Verrat (The Informer)
- 1931: Mordprozeß Mary Dugan
- 1933: Des jungen Dessauers große Liebe
- 1934: Fürst Woronzeff
- 1935: Mach’ mich glücklich
- 1935: Der Student von Prag